# 玉造温泉
玉造温泉（たまつくりおんせん）は、島根県松江市玉湯町玉造（旧出雲国）にある温泉。『枕草子』（能因本117段）に「湯はななくり湯、玉造の湯、有馬の湯」とあることから、三名泉の一つに数えられることがある。城崎温泉、皆生温泉、三朝温泉と共に山陰を代表する温泉地である。

## 泉質
- 硫酸塩 - 塩化物泉
  - 源泉温度42度以上

2012年よりポーラ化粧品が実施している「ニッポン美肌県グランプリ2021」で、島根県は2018年までに過去5回総合グランプリを獲得している。玉造温泉の泉質は硫酸イオンやメタケイ酸をバランスよく含み、サティス製薬による調査では化粧水に匹敵する潤い効果を持つと評価している。

## 温泉街
玉湯川沿いに桜並木と旅館などが立ち並ぶ。松江城、出雲大社などの観光地にも近く、観光拠点として重宝されるが、基本的に料金設定は高く、数寄屋造りの高級和風旅館が多い。歓楽色は一切なく、歴史を重んじた落ち着いた風格を見せる。その他、日帰り温浴複合施設「玉造温泉ゆ〜ゆ」、出雲玉作史跡公園、玉湯川の畔に足湯がある。
温泉街入口近くの上方を山陰自動車道が通過している。

## 名所・主な施設
- 勾玉橋
- 湯閼伽の井戸（恋来井戸）
- 玉造温泉ゆ〜ゆ - 日帰り温浴施設、会議室およびコンベンションホールも併設した複合施設である。当施設前では、朝市も行われる。
- 姫神広場
- 湯薬師広場
- 神話の情景オブジェ
- 松江藩主別荘御茶屋（遺構表示施設）
- 玉造アートボックス‐お土産や雑貨、カフェが併設した複合施設である。美肌がテーマになったみやげが多くある。カフェではレトロな雰囲気を味わえる。

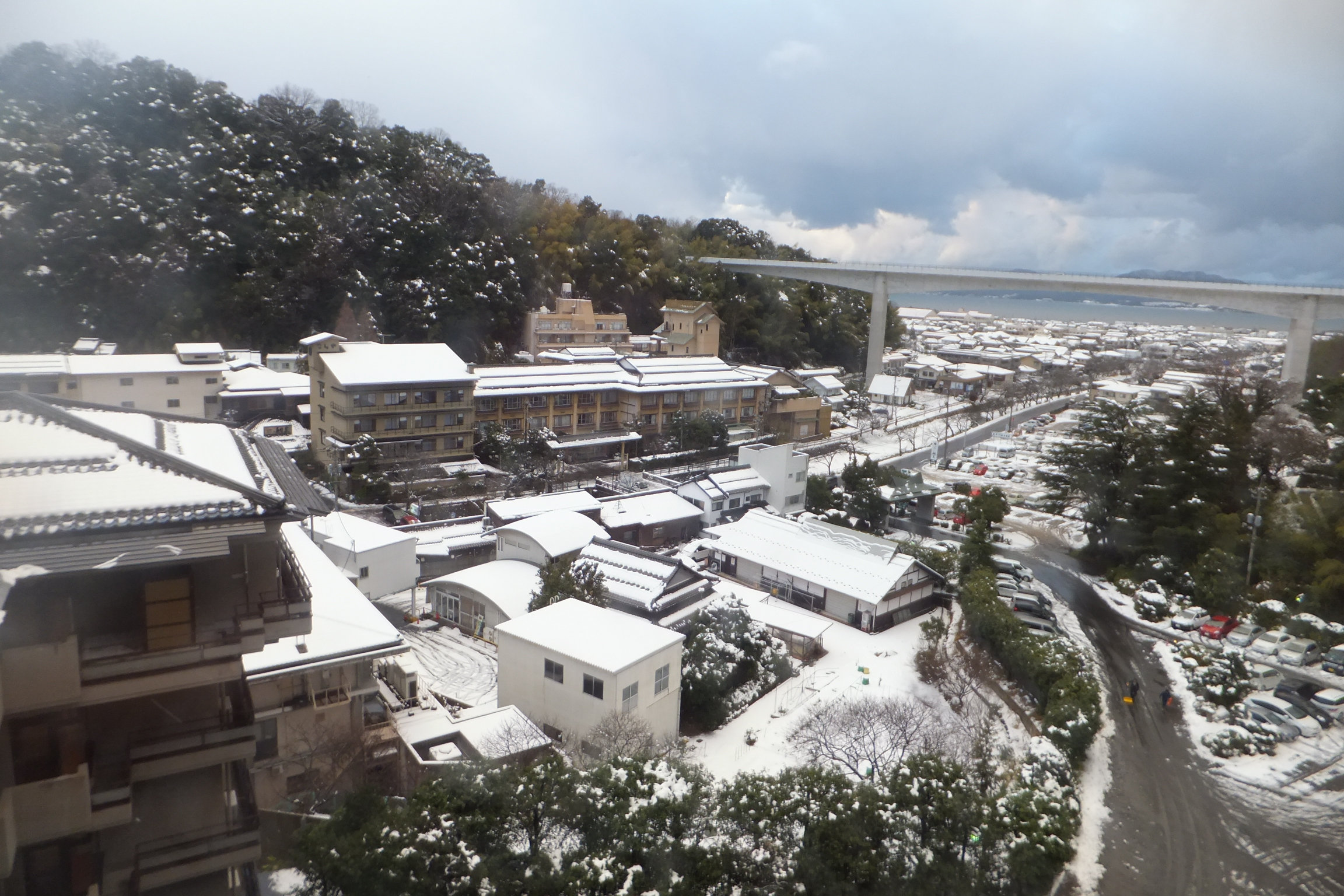
温泉街
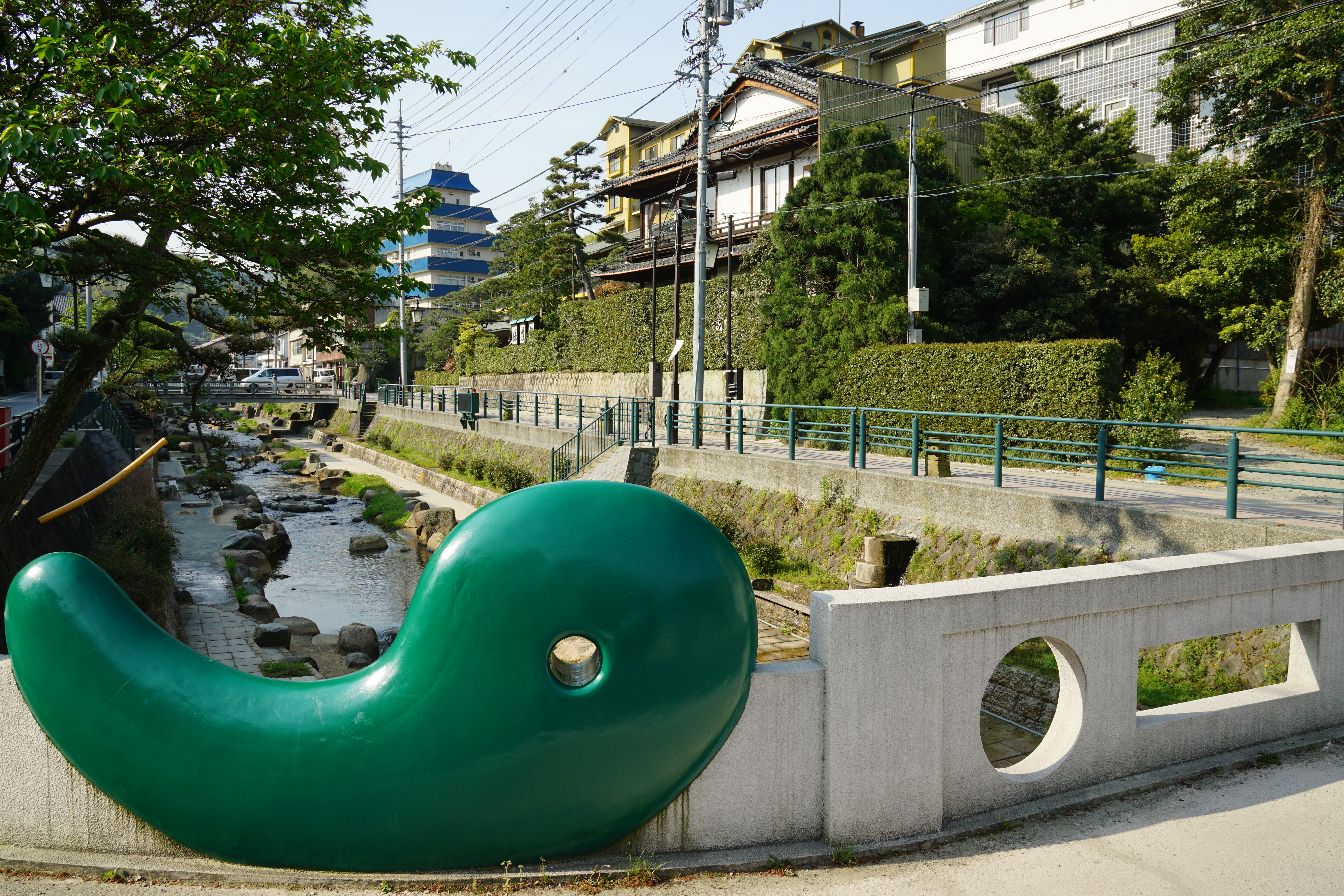
勾玉橋
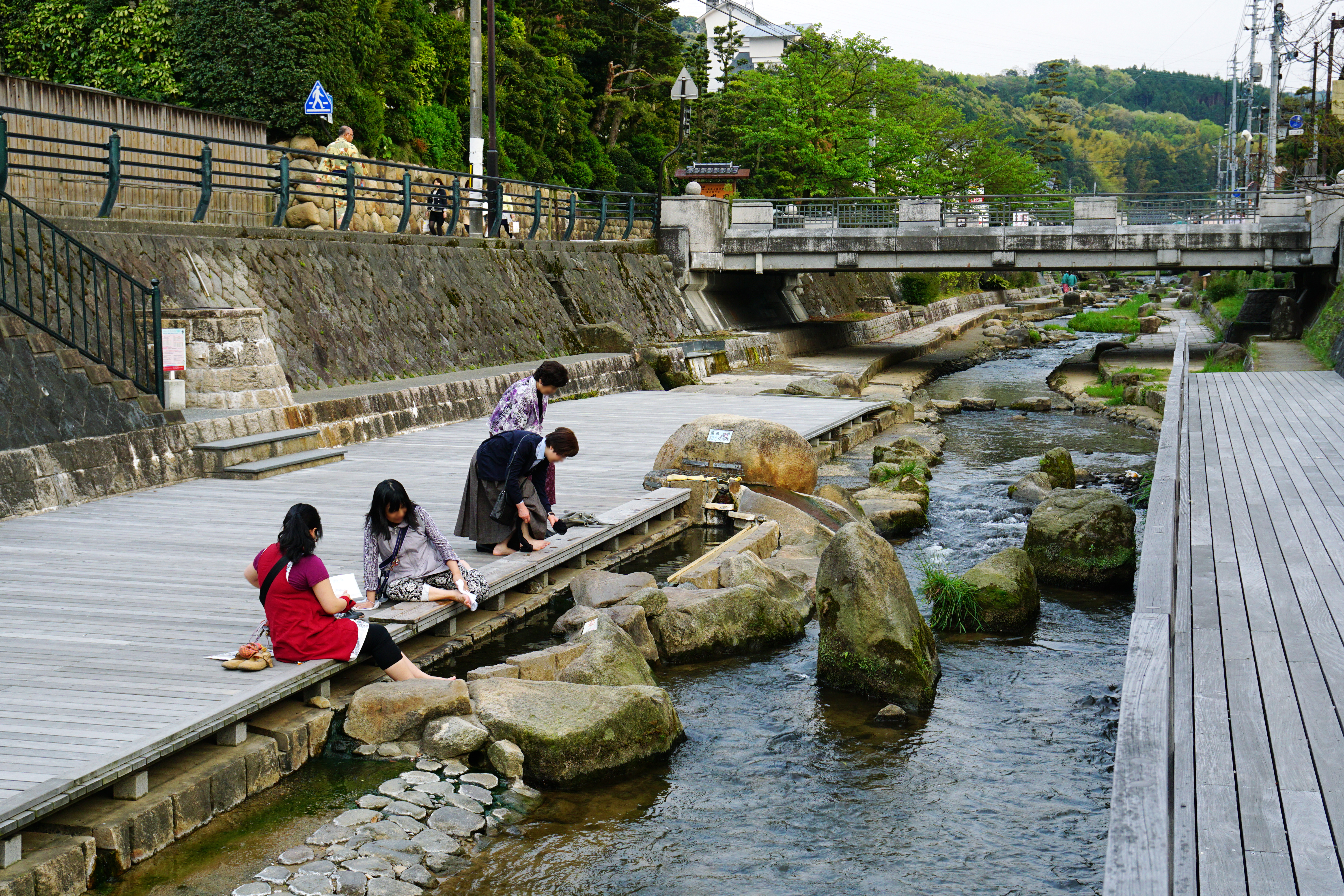
玉湯川畔の足湯
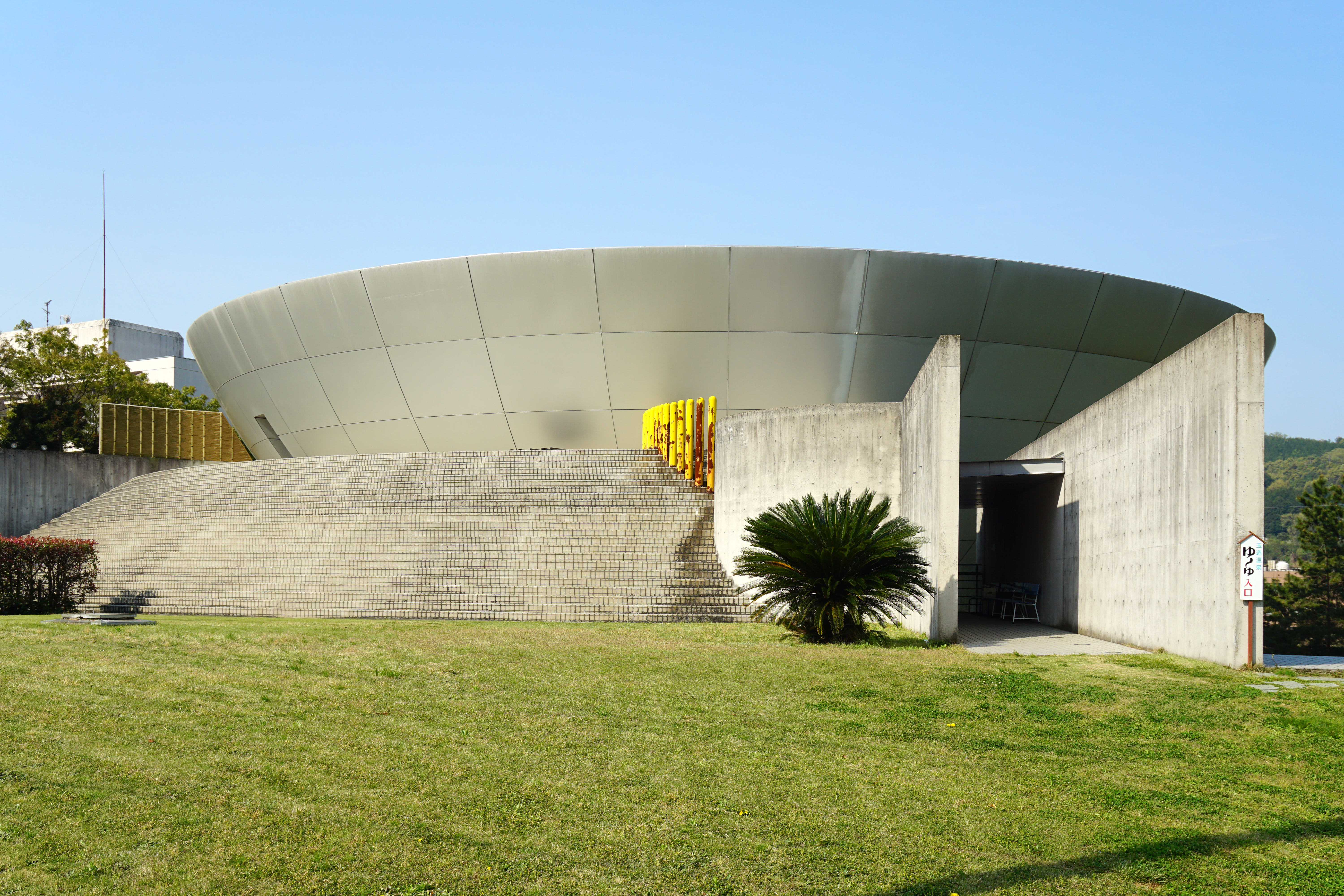
玉湯温泉ゆ～ゆ
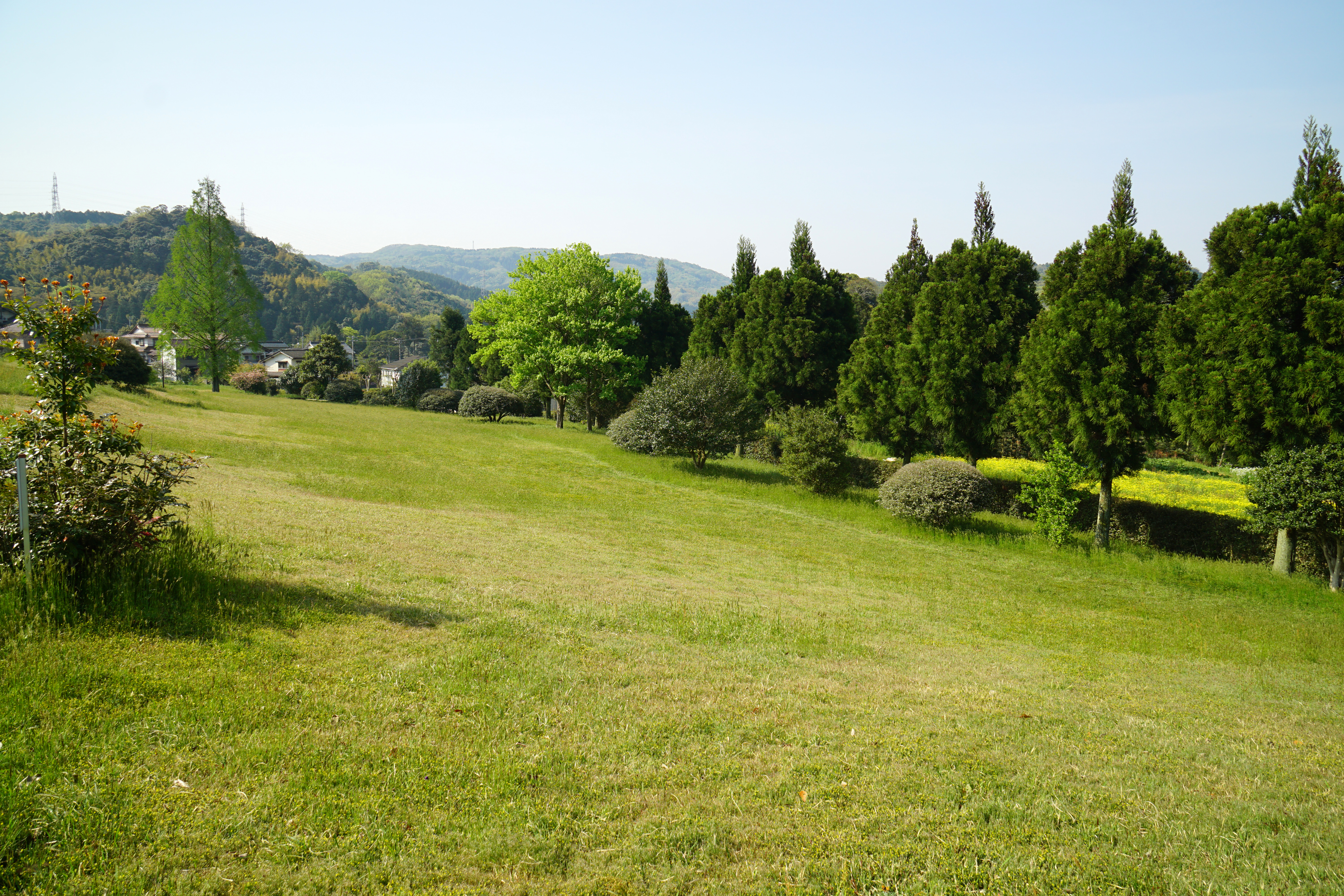
出雲玉作史跡公園
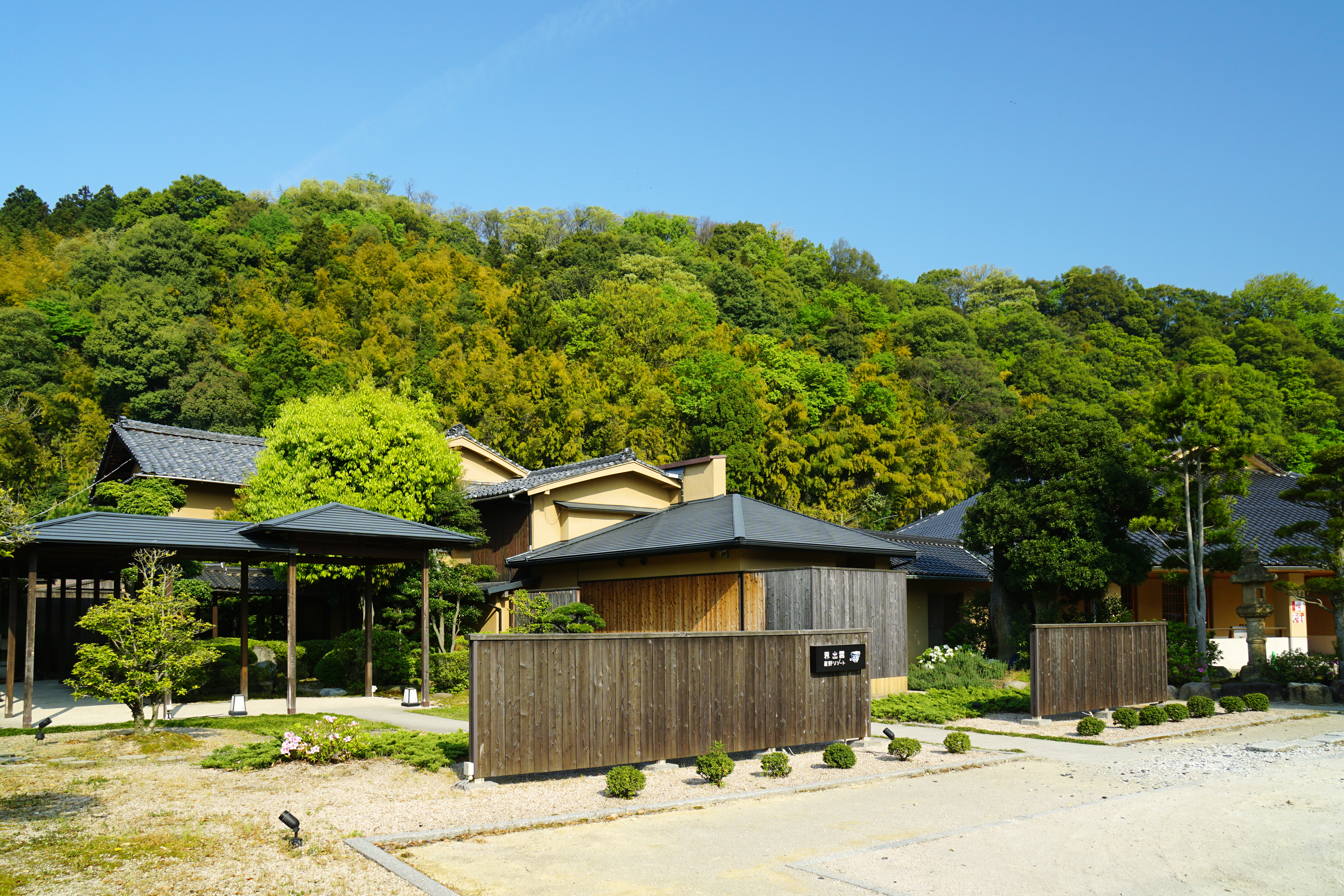
数奇屋造の旅館（界出雲）
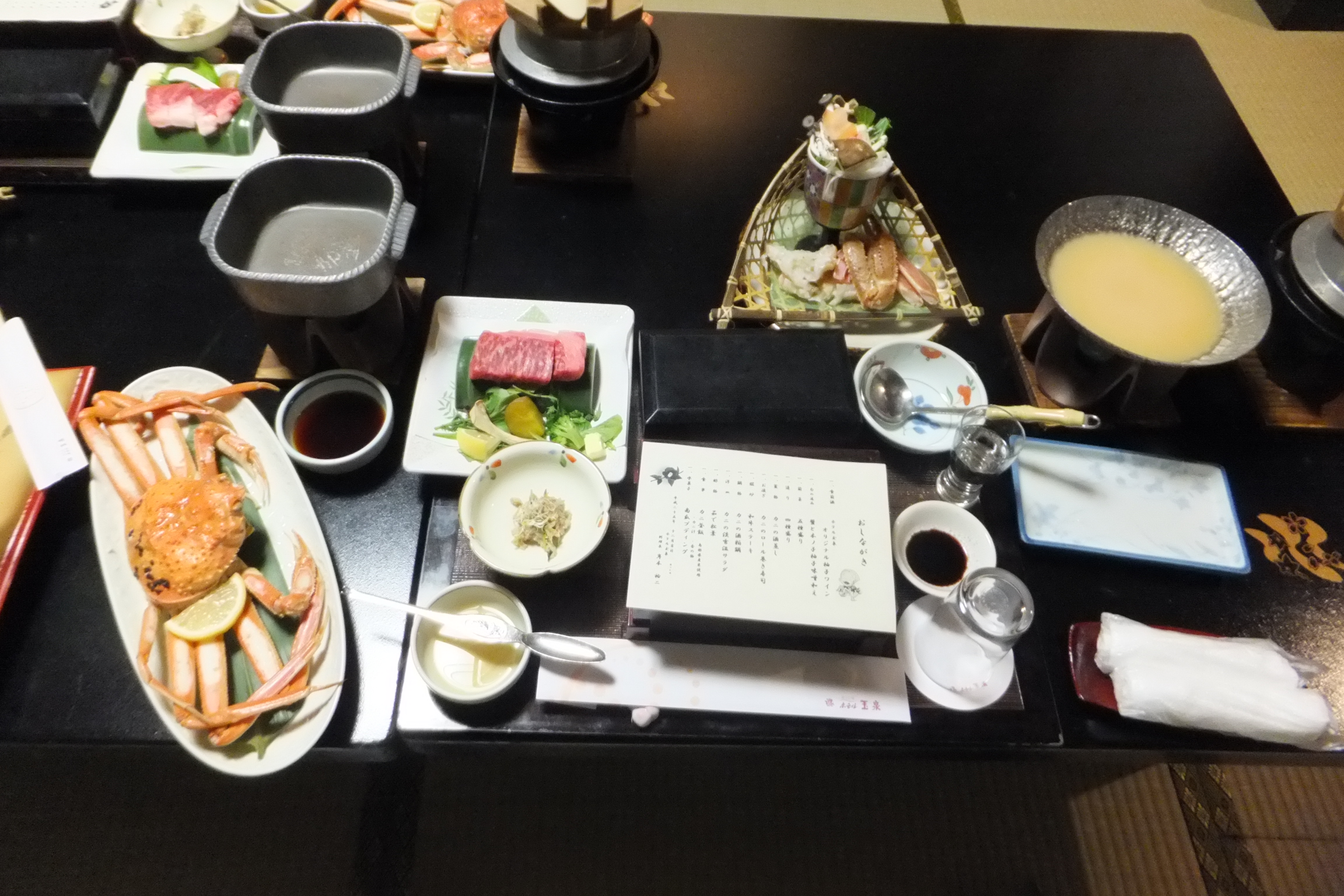
玉造温泉で出されるカニ料理

## 歴史
奈良時代開湯といわれる古湯で、少彦名命が発見したと伝えられている。『出雲国風土記』抄にも記載があり、神の湯として知られた。また江戸時代には松江藩藩主の静養の地となっており、湯之介と呼ばれる温泉を管理する役職も設けられていた。玉造という名の由来は、この地にある花仙山で良質の青瑪瑙が採掘できたために、この地の人々が玉造を生業としていたことに由来していると考えられる。三種の神器の一つ、八尺瓊勾玉（やさかにのまがたま）も櫛明玉命（くしあかるだまのみこと）によってこの地で造られたと言われている。玉作湯神社にはその櫛明玉命を祀っており、多数の勾玉や管玉が社宝として保管されている。

### 沿革
- 奈良時代：玉造温泉開湯
- 733年：出雲風土記に玉造温泉が記載される
- 1947年11月：昭和天皇が県内を行幸（昭和天皇の戦後巡幸）。保性館に宿泊[7]。
- 1996年7月：玉湯温泉ゆ～ゆ開業[8]
- 2005年：市による新温泉源掘削が成功
- 2005年3月31日：八束郡玉湯町が松江市に新設合併
- 2007年 - 2012年：玉造地区整備事業によって道路が整備され、足湯、手湯、オブジェなどが設置される。
- 2013年：まち交大賞まちづくり達成大賞を受賞
- 2016年：温泉総選挙初代グランプリを受賞

## アクセス
飛行機
- 出雲空港から出雲一畑交通・空港リムジンバス

鉄道
- 山陰本線（JR西日本）玉造温泉駅下車（下車後、タクシーか旅館の送迎バスを利用）
- 一畑電車 松江しんじ湖温泉駅・山陰本線 松江駅から一畑バス玉造温泉行に乗車。（乃木駅・玉造温泉駅［駅の坂下にある、玉造温泉駅入口バス停］も経由する）

自動車
- 山陰自動車道 松江玉造インターチェンジから国道9号経由

高速バス
- 広島駅新幹線口からJRバス中国が高速バス玉造温泉号を週末のみ運行

その他
- 足立美術館 - 無料送迎バス便あり

## 周辺
- 玉作湯神社 - 願い石と呼ばれる丸くて大きな石が御神体として境内に奉られており、人気スポットとなっている。
- 湯薬師堂
- 清厳寺
- 出雲玉作史跡公園
- 出雲玉作資料館
- おもじろ釜

## 温泉むすめ
株式会社エンバウンドが展開するクロスメディアプロジェクト「温泉むすめ」では、2017年に玉造温泉をモチーフにした「玉造 彗」のキャラクターを登場させた。髪につけた勾玉がトレードマークで、流鏑馬と日本舞踊が得意。出雲そばが好きという設定を持つ。松江市では、2021年7月に「玉造彗」と担当声優の田沢茉純、同じ松江市内の松江しんじ湖温泉のキャラクターである「松江しんじ湖しじみ」と声優の高野麻里佳に対し、松江観光大使を委嘱した。